# Oblast de Tauride
1784–1796
Entités précédentes :
- Khanat de Crimée

Entités suivantes :
- Gouvernement de Nouvelle-Russie

L’oblast de Tauride (en russe : Таврическая область) est un oblast de l'Empire russe créé en 1784 à partir du territoire du Khanat de Crimée et disparu en 1796. Sa capitale était la ville de Simferopol.

## Historique
L'oblast a été créé par décret de Catherine II le 8 février 1784 (19 février dans le calendrier grégorien) sur le territoire de l'ancien khanat de Crimée, avec son centre administratif à Qarasuvbazar, mais la même année, la capitale est déplacée à Simferopol. Par le même décret, l'oblast est divisé en sept ouïezds :
- ouïezd du Dniepr - le centre est la ville d'Aliochki ;
- ouïezd d'Eupatoria ;
- ouïezd de Levkopol ;
- ouïezd de Melitopol ;
- ouïezd de Perekop ;
- ouïezd de Simferopol et
- ouïezd de Phanagoria.

L'administration locale tatare est conservée avec des caïmacan issus des Tatars de Crimée.
Le 16 février 1784, Vassili Vassilievitch Kakhovski est nommé premier gouverneur de la région, poste qu'il occupe jusqu'en 1788.
En 1787, l'ouïezd de Levkopol devient l'ouïezd de Théodosie. Carl Ludwig Hablitz est nommé vice-gouverneur de l'oblast du 18 février 1788 à 1796. Le poste de deuxième et dernier gouverneur de la région en 1789-1796 a été occupé par Semion Semionovitch Jegouline. Par le décret de Paul Ier du 12 décembre 1796, l'oblast de Tauride est supprimée et son territoire, divisé en deux ouïezds — Aqmescit et Perekop — est annexé au gouvernement de Nouvelle-Russie.